# Нальский, Яков Исакович
Яков Исакович Нальский (настоящая фамилия Ну́дель; 23 августа 1913, Хлестуновская, Илгинская волость, Верхоленский уезд, Иркутская губерния, Российская империя (ныне Жигаловский район, Иркутской области России) — после 1976) — советский прозаик, публицист, журналист, литературовед, литературный критик, фольклорист. Член Союза писателей СССР (1958). Кандидат филологических наук.

## Биография
В октябре 1935 года был призван в РККА. Окончил Чарджуйскую школу младшего комсостава кавалерии. Служил в стрелковой дивизии САВО.
После демобилизации занимался журналистикой, работал корреспондентом в газете «Коммунист Таджикистана».
Участник Великой Отечественной войны (1941—1945), до сентября 1942 года — политрук в 10 отдельной запасной стрелковой бригады; затем — старший лейтенант 1 гвардейского кавалерийского полка 1-й гвардейской кавалерийской дивизии Первого Украинского фронта.
После окончания войны в 1949 году окончил Сталинабадский педагогический институт имени Т. Г. Шевченко. До 1958 года — сотрудник газеты «Коммунист Таджикистана». Позже работал корреспондентом в Таджикском телеграфном агентстве «ТаджикТА».

## Избранные публикации
Повести
- - «Инженер» (1960),
  - «Быль Южной долины» (Душанбе, 1981),
  - «Молодость древней земли» (1981),
  - «В горах Восточной Бухары» (Ч. 1 1974, Ч. 2 1978, экранизирована, 1981),
  - «Чеслав Путовский» (1984)

Рассказы
- - сборник «Рассказы о Таджикистане» (1968)

другое
- - Разведчик Гульмамад Гулямшаев (Воспоминания). Агитатор Таджикистана. Орган ЦК КП Таджикистана, Верховного Совета и Совета Министров Таджикской ССР

публицистика
- - Новое побеждает. (Весна 1955 г.) : [Новая система оплаты труда в колхозе им. Хрущева и в совхозе им. Куйбышева, Курган-Тюбин. района. — Сталинабад : Б. и., 1956]. — 48 с. ;